# Антон Дрекслер
Антон Дрекслер (Минхен, 13. јун 1884 — Минхен, 24. фебруар 1942) је био немачки десничарски лидер током 1920-их. Учествовао је у оснивању пан-германске и антисемитске Немачке радничке партије, претходнице Националсоцијалистичке немачке радничке партије. Дрекслер је служио као ментор Адолфу Хитлеру током његових првих дана у политици.
Радио је као фабрички и железнички радник, писао је песме и био агитатор фолкиш покрета. За време Првог светског рата придружио се Домовинској странци, а 1919. године је био један од оснивача Немачке радничке партије. Странци се ускоро придружио и Адолф Хитлер, на чији је наговор променила име у Немачка националсоцијалистичка радничка партија. Хитлер се својим говорима показао као доминантна личност у странци па је 1921. преузео положај председника који је тада држао Дрекслер; он му је и пре нудио председништво, али Хитлер га је на почетку одбијао. 
Дрекслер је и даље имао статус почасног председника, али након неуспешног пуча 1923. године НСДАП је забрањен и чланство укинуто. Придружио се другој странци с којом је изабран у баварски парламент 1924. године и није имао никакву улогу у обнови Нацистичке странке следеће године. Поново се придружио нацистима тек 1933. године; иако је добио чак и престижно одликовање Блуторден, није више имао никаквог утицаја у странци. У почетку је коришћен у пропаганди, али до смрти 1942. године је готово заборављен.